# Platygobiopsis
Platygobiopsis és un gènere de peixos de la família dels gòbids i de l'ordre dels perciformes.

## Taxonomia
- Platygobiopsis akihito (Springer & Randall, 1992)[3]
- Platygobiopsis dispar (Prokofiev, 2008)[4]
- Platygobiopsis tansei (Okiyama, 2008)[5][6][7][8][9][10]